# Érick Aguirre
Érick Germain Aguirre Tafolla (La Ruana, Michoacán, México; 23 de febrero de 1997) es un futbolista mexicano, juega como Lateral o Interior izquierdo y su equipo actual es el C. F. Monterrey de la Liga MX.
Fue considerado uno de los 40 mejores futbolistas jóvenes del mundo en una lista publicada por el diario británico The Guardian a mediados de octubre de 2014.
Cabe destacar que comenzó su carrera siendo lateral derecho, pero al tener calidades de buen pasador y distribuidor del balón, fue cambiado a Contención mientras jugaba en Monarcas Morelia, a su llegada a Pachuca este fue cambiado de posición a volante ofensivo o extremo izquierdo, esto debido al gran y potente golpeo de balón y su velocidad, así como una buena conducción del mismo.

## Trayectoria

### Inicios y Monarcas Morelia
Debutó en la Primera División de México el día 8 de agosto dentro de la jornada 4 del Apertura 2014 en la cancha del Estadio Morelos de Morelia, partido que su equipo empató a 0 contra los Xolos de Tijuana entrando de cambio al minuto 78.
Sus buenas actuaciones han logrado que le ganara la titularidad al uruguayo Hamilton Pereira e incluso en su 4.º partido cómo profesional le anotó un gran gol al equipo de los Pumas ganándose elogios de propios y extraños considerándolo el mejor gol de la jornada.
Su gran nivel en Monarcas Morelia llegó a ponerlo a la Selección de México Sub-23, incluso equipos europeos tienen intereses en este joven mexicano.
Uno de sus mejores goles ha sido contra Jaguares de Chiapas en un partido en el Estadio Morelos donde Erick disparó de larga distancia con un efecto poniendo el balón en una esquina sin nada que hacer para el portero rival, en ese partido Monarcas Morelia ganó 3-2.
Pero sin duda el mejor gol en su carrera y uno de los mejores en la historia de Monarcas Morelia fue contra Pumas de la UNAM donde Erick desde un cuarto de cancha saco un disparo potente poniendo el balón al travesaño anotando una golazo de campanita.

### Club de Fútbol Pachuca
En diciembre de 2015, se oficializó su fichaje al Club de Fútbol Pachuca: el traspaso fue de 2 millones de dólares.

### Club de Fútbol Monterrey
En julio de 2021, se oficializó su fichaje al Club de Fútbol Monterrey, equipo al que se incorporaría como refuerzo para disputar el Apertura 2021 y la fase final de la Liga de Campeones de la Concacaf. Esto se anunció mientras Erick se encontraba concentrado con la selección sub-23, previo a disputar los juegos Olímpicos en Tokio. 
Después de finalizar su participación en los juegos Olímpicos y habiendo obtenido el bronce, como medallista olímpico arriba a la capital de Nuevo León, pero debido a una ruptura del muslo izquierdo que sufrió en el partido disputado frente a Japón correspondiente a la fase de grupos del torneo, tuvo que esperar unos meses para hacer su debut con Rayados.
El 16 de octubre de 2021, en el partido frente al Club León correspondiente a la jornada 13, salta a la cancha en sustitución de Alfonso González al minuto 75, en el esperado debut con su nuevo equipo. El resto de los partidos del torneo local y la Concacaf fue usado como recambio en el medio campo o de lateral izquierdo, pero tras la lesión de su compañero Stefan Medina, cierra jugando como  titular de lateral derecho en la serie de Repechaje y de cuartos de final, regalando partidos muy buenos, con un buen recorrido de la banda y dando un par de asistencias, mostrando así su plorifuncionalidad en el campo.

## Selección nacional

### Sub-17
Fue convocado por Raúl Gutiérrez para disputar la Copa Mundial de Fútbol Sub-17 de 2013 que se celebró en los Emiratos Árabes Unidos, En el torneo se desempeñó como lateral derecho (Actualmente en su equipo funge como medio de contención). En el primer partido ante Nigeria que México perdió 6-1 fue suplente y no jugó pero a partir del segundo partido que México le ganó 3-1 a Irak saltó como titular y tras una buena participación se adueñó de la titularidad. Después de derrotar a Suecia (1:0), Italia (2:0), Brasil (1:1 11-10 en penales donde él fue autor de un gol en la tanda de penales) y Argentina (3:0), México llegó a la final del torneo y se enfrentó nuevamente a Nigeria, ante quienes una vez más cayeron derrotados por 3-0 y en el que Erick anotó un autogol que significó el primer gol para los nigerianos quedando así la Selección Mexicana cómo subcampeona del mundo.
| Torneo                                | Sede                   | Resultado  | Partidos | Goles |
| ------------------------------------- | ---------------------- | ---------- | -------- | ----- |
| Copa Mundial de Fútbol Sub-17 de 2013 | Emiratos Árabes Unidos | Subcampeón | 6        | 1     |

## Estadísticas

### Clubes
Actualizado al último partido jugado el 22 de octubre de 2023.
| Monarcas · México | 1.ª                 | 2014-15             | 17  | 2  | 4  | 2 | -  | - | 21  | 4  | 0.19 |
| Monarcas · México | 1.ª                 | 2015-16             | 20  | 0  | 3  | 0 | -  | - | 23  | 0  | 0.00 |
| Monarcas · México | Total               | Total               | 37  | 2  | 7  | 2 | 0  | 0 | 44  | 4  | 0.09 |
| C. F. Pachuca · México | 1.ª                 | 2016-17             | 25  | 0  | -  | - | 8  | 1 | 33  | 1  | 0.03 |
| C. F. Pachuca · México | 1.ª                 | 2017-18             | 26  | 2  | 4  | 0 | 3  | 0 | 33  | 2  | 0.06 |
| C. F. Pachuca · México | 1.ª                 | 2018-19             | 28  | 0  | 6  | 0 | -  | - | 34  | 0  | 0.00 |
| C. F. Pachuca · México | 1.ª                 | 2019-20             | 27  | 1  | 4  | 0 | -  | - | 31  | 1  | 0.03 |
| C. F. Pachuca · México | 1.ª                 | 2020-21             | 36  | 3  | -  | - | -  | - | 36  | 3  | 0.08 |
| C. F. Pachuca · México | Total               | Total               | 142 | 6  | 14 | 0 | 11 | 1 | 167 | 7  | 0.03 |
| C. F. Monterrey · México | 1.ª                 | 2021-22             | 26  | 1  | -  | - | 3  | 0 | 29  | 1  | 0.03 |
| C. F. Monterrey · México | 1.ª                 | 2022-23             | 29  | 1  | -  | - | -  | - | 29  | 1  | 0.03 |
| C. F. Monterrey · México | 1.ª                 | 2023-24             | 20  | 0  | -  | - | 9  | 0 | 29  | 0  | 0.00 |
| C. F. Monterrey · México |                     | 2024-25             | 13  | 0  | -  | - | 2  | 0 | 15  | 0  | 0.00 |
| C. F. Monterrey · México | Total               | Total               | 88  | 2  | 0  | 0 | 14 | 0 | 102 | 2  | 0.03 |
| Total en su carrera | Total en su carrera | Total en su carrera | 267 | 10 | 21 | 2 | 25 | 1 | 313 | 13 | 0.05 |
| (1) Incluye datos de Copa México. (2) Incluye datos de Liga de Campeones de la Concacaf y Copa Mundial de Clubes de la FIFA. (3) No incluye goles en partidos amistosos. |                     |                     |     |    |    |   |    |   |     |    |      |

## Palmarés

### Copas nacionales
| Título       | Equipo           | Sede           | Año  |
| ------------ | ---------------- | -------------- | ---- |
| Supercopa MX | Monarcas Morelia | Estados Unidos | 2014 |

### Copas internacionales
| Título                           | Club                | País              | Año     |
| -------------------------------- | ------------------- | ----------------- | ------- |
| Juegos Olímpicos                 | Selección de México | Tokio             | 2021    |
| Liga de Campeones de la Concacaf | Pachuca             | América del Norte | 2016-17 |
| Liga de Campeones de la Concacaf | Monterrey           | América del Norte | 2021    |